# Брейді (Монтана)
Брейді (англ. Brady) — переписна місцевість (CDP) в США, в окрузі Пондера штату Монтана. Населення — 116 осіб (2020).

## Географія
Брейді розташоване за координатами 48°1′40″ пн. ш. 111°50′39″ зх. д. / 48.02778° пн. ш. 111.84417° зх. д. (48.027912, -111.844064). За даними Бюро перепису населення США в 2010 році переписна місцевість мала площу 8,00 км², уся площа — суходіл.

## Демографія
Згідно з переписом 2010 року, у переписній місцевості мешкало 140 осіб у 69 домогосподарствах у складі 40 родин. Густота населення становила 17 осіб/км². Було 84 помешкання (10/км²).
Расовий склад населення:
| - 96,4 % — білих - 1,4 % — корінних американців |

До двох чи більше рас належало 2,1 %. Частка іспаномовних становила 0,7 % від усіх жителів.
За віковим діапазоном населення розподілялося таким чином: 17,9 % — особи молодші 18 років, 60,7 % — особи у віці 18—64 років, 21,4 % — особи у віці 65 років та старші. Медіана віку мешканця становила 50,8 року. На 100 осіб жіночої статі у переписній місцевості припадало 129,5 чоловіків; на 100 жінок у віці від 18 років та старших — 130,0 чоловіків також старших 18 років.
Середній дохід на одне домашнє господарство становив 65 246 доларів США (медіана — 63 641), а середній дохід на одну сім'ю — 76 691 долар (медіана — 63 839). За межею бідності перебувало 10,3 % осіб, у тому числі 0,0 % дітей у віці до 18 років та 7,9 % осіб у віці 65 років та старших.
Цивільне працевлаштоване населення становило 97 осіб. Основні галузі зайнятості: виробництво — 33,0 %, освіта, охорона здоров'я та соціальна допомога — 25,8 %, будівництво — 15,5 %, роздрібна торгівля — 11,3 %.

## Персоналії
- Джордж Монтгомері (1916—2000) — американський кіноактор, скульптор.